# Henrik Carl Peter Dam
Carl Peter Henrik Dam (Copenaghen, 21 febbraio 1895 – Copenaghen, 18 aprile 1976) è stato un biochimico e fisiologo danese scopritore, nel 1935, della vitamina K.
Il composto chinonico, che viene sintetizzata dalla flora intestinale umana ed è presente nella verdura cruda, viene utilizzata dal fegato per la produzione della protrombina, indispensabile per la coagulazione del sangue.
Dam studiò le conseguenze della carenza di vitamina K sull'organismo umano, la sua azione preventiva in talune malattie emorragiche e ne stabilì il dosaggio la cui unità di misura è stata perciò chiamatà unità Dam. Per la sua scoperta, Dam ebbe il premio Nobel per la Medicina e la Fisiologia nel 1943, insieme allo statunitense Edward Adelbert Doisy che della vitamina K aveva realizzato la sintesi.

## Biografia
Dal 1928 Dam fu professore di chimica biologica  al Politecnico di Copenaghen, dal 1940 al 1945 lavorò negli Stati Uniti e nel dopoguerra tornò in patria dove riprese lo stesso incarico.